# كوبي وبارتالي

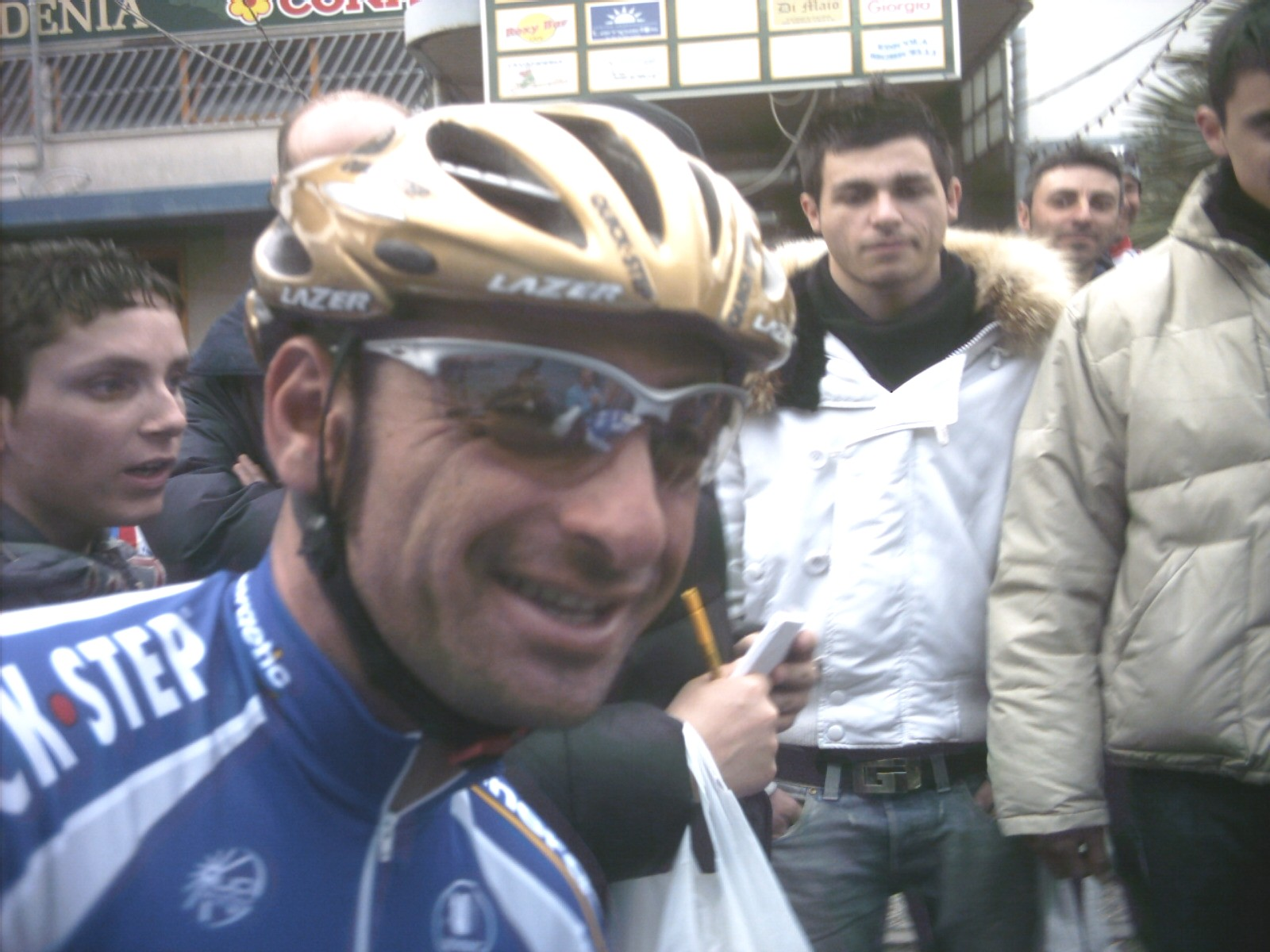
باولو بيتيني في كرونوسكوادر ميسانو ميسانو

كوبي وبارتالي (بالإنجليزية: Settimana Internazionale di Coppi e Bartali)‏ هو سباق دراجات هوائية،  من صنف سباق المرحلة ‏،  بدأ في 1984 في إيطاليا.

## تاريخ السباق
- التأسيس: تم تأسيس السباق في عام 1984، ومنذ ذلك الحين أصبح حدثًا بارزًا في عالم سباقات الدراجات.
- الاسم: يُطلق على السباق اسم "Coppi e Bartali" تكريمًا للدراجين الإيطاليين الشهيرين، حيث يُعتبر كل منهما رمزًا للبطولة والشجاعة في رياضة الدراجات.

## تفاصيل السباق
- النوع: يُعتبر السباق جزءًا من سلسلة سباقات الدراجات المحترفة، ويُصنف عادةً كسباق من فئة 2.1 في الاتحاد الدولي للدراجات (UCI).
- المسار: يتضمن السباق مجموعة من المراحل التي تُقام في مناطق مختلفة من إيطاليا، وغالبًا ما تشمل تضاريس جبلية وصعبة، مما يزيد من تحدي السباق.
- المدة: يُقام السباق عادةً على مدار عدة أيام، حيث يتنافس الدراجون في مراحل متعددة.

## الفئات والمنافسات
- المشاركون: يشارك في السباق فرق من مختلف الدول، بما في ذلك فرق محترفة وأخرى من الهواة.
- الجوائز: يتم تقديم جوائز للفائزين في كل مرحلة، بالإضافة إلى جائزة عامة لأفضل متسابق في نهاية السباق.

## الأهمية
- تعزيز رياضة الدراجات: يُعتبر السباق منصة مهمة لتعزيز رياضة الدراجات في إيطاليا وأوروبا، ويجذب انتباه وسائل الإعلام والمشجعين.
- الترويج للسياحة: يُساهم السباق في الترويج للسياحة في المناطق التي يُقام فيها، حيث يجذب العديد من الزوار والمشجعين.

### قائمة الفائزين
| السنة | الفائز               | الثاني               | الثالث               |
| ----- | -------------------- | -------------------- | -------------------- |
| 1984  | مورينو أرجنتين       | ستيفان موتر          | يوهان فان دير فيلدي  |
| 1985  | لوران فنون           | Bruno Wojtinek ‏      | جوزيبي ساروني        |
| 1986  | جوزيبي ساروني        | مورينو أرجنتين       | Federico Ghiotto ‏    |
| 1987  | ماوريتسيو روسي ‏      | Daniele Caroli ‏      | رولف سورينسن         |
| 1988  | Adriano Baffi ‏       | جوزيبي ساروني        | كاميلو باسيرا        |
| 1989  | برونو ليالي          | Pierino Gavazzi ‏     | ستيفن روكس           |
| 1990  | رولف سورينسن         | ستيفن روكس           | كلاوديو تشيابوتشي    |
| 1991  | فيل أندرسون          | Giuseppe Petito ‏     | ماكس سياندري         |
| 1992  | مورينو أرجنتين       | أليكس تسولي          | فيل أندرسون          |
| 1993  | ميشيل بارتولي        | Luboš Lom ‏           | Paolo Fornaciari ‏    |
| 1994  | رودولفو ماسي         | Michele Coppolillo ‏  | يفغيني برزين         |
| 1996  | غابرييل كولومبو      | Adriano Baffi ‏       | ماوريتسيو فوندريست   |
| 1997  | Roberto Petito ‏      | كلاوديو تشيابوتشي    | اليساندرو بيرتوليني  |
| 1999  | رومان فاينشتينز      | Gianmario Ortenzi ‏   | باولو بتيني          |
| 2000  | باولو بتيني          | فلاديمير بيل         | ماركو فيلو           |
| 2001  | رسلان ايفانوف        | داريو فريجو          | فريدي غونزاليس       |
| 2002  | فرانشيسكو كاساجراندي | بيتر لوتينبيرجير     | كاديل إفانز          |
| 2003  | ميركو سيليستينو      | فرانشيسكو كاساجراندي | فرانكو بليزوتي       |
| 2004  | جوليانو فيجوراس      | ميركو سيليستينو      | ميشيل سكاربوني       |
| 2005  | فرانكو بليزوتي       | Mauro Facci ‏         | داميانو كيونقو       |
| 2006  | داميانو كيونقو       | فينتشينزو نيبالي     | ماريو آيرتس          |
| 2007  | ميشيل سكاربوني       | ريكاردو ريكو         | Luca Pierfelici ‏     |
| 2008  | كاديل إفانز          | ستيفانو جارزيلي      | فينتشينزو نيبالي     |
| 2009  | داميانو كيونقو       | كاديل إفانز          | Massimo Giunti ‏      |
| 2010  | Ivan Santaromita ‏    | Przemysław Niemiec ‏  | خوسيه سيربا          |
| 2011  | ايمانويل سيلا        | دييغو يليسي          | Stefano Pirazzi ‏     |
| 2012  | جان بارتا            | Bartosz Huzarski ‏    | دييغو يليسي          |
| 2013  | دييغو يليسي          | داميانو كيونقو       | ميغيل أنخيل روبيانو  |
| 2014  | بيتر كينو            | داريو كاتالدو        | Matteo Rabottini ‏    |
| 2015  | لويس مينتيس          | بن سويفت             | Matija Kvasina ‏      |
| 2016  | Sergey Firsanov ‏     | ماورو فينيتو         | جياني موسكون         |
| 2017  | ليليان كالجمان       | توم سكوجين           | إيغان بيرنال         |
| 2018  | دييغو روزا           | باوك موليما          | ريتشارد كاراباز      |
| 2019  | لوكاس هاميلتون       | داميان هاوسون        | نيك شولتز            |
| 2020  | جوناتان نارفيز       | Andrea Bagioli ‏      | جواو ألميدا          |
| 2021  | جوناس فينجارد        | ميكيل فروليش أونوريه | نيك شولتز            |
| 2022  | إدوارد دنبر          | Ben Tulett ‏          | مارك هيرشي           |
| 2023  | ماورو شميد           | جيمس شو              | Ben Healy (cyclist) ‏ |
| 2024  | Koen Bouwman ‏        | آرشي ريان ‏           | دييغو يليسي          |
| 2025  |                      |                      |                      |

## الخاتمة
"Settimana Internazionale di Coppi e Bartali" هو حدث رياضي مميز يجمع بين التاريخ والرياضة، ويُعتبر تكريمًا لشخصيات بارزة في عالم سباق الدراجات. من خلال تعزيز روح المنافسة والتعاون، يسهم السباق في تعزيز رياضة الدراجات في إيطاليا ويجذب العديد من المشاركين والمشجعين.

## وصلات خارجية
- الموقع الرسمي